# نيلسون بنتلي
نيلسون بنتلي (بالإنجليزية: Nelson Bentley)‏ هو شاعر أمريكي، ولد في 1918، وتوفي في 1990.